# Xavier Valls
Xavier Valls Subirá (* 18. September 1923 in Barcelona; † 16. September 2006 ebenda) war ein spanischer (katalanischer) Maler.

## Leben
Xavier Valls wurde in der Technik der Malerei und Bildhauerei von Charles Collet ausgebildet, der sein einziger Lehrer war. Von 1939 bis 1940 arbeitete er zusammen mit dem katalanischen Maler Jaume Busquets, bei dem er die Technik der Wandmalerei studierte. 
Im Jahre 1949 zog er nach Paris, um dort zu arbeiten. Seinen Sommerurlaub verbrachte er stets in seiner Heimatstadt. Valls hatte die Beinamen „Friedensmaler“ und „Maler der Stille“. Seine erste Ausstellung in Spanien überhaupt hatte er erst 1982, als seine Werke in einer Retrospektive in den Salas de exposiciones de la Subdirección General de Artes Plásticas in Madrid gezeigt wurden. Er wurde in Spanien und Frankreich mit mehreren Kunstpreisen ausgezeichnet.
Valls starb im Alter von 82 Jahren an Darmkrebs.
Seine Bilder sind in verschiedenen Museen in Spanien und Frankreich ausgestellt, darunter im  Museo Reina Sofía und der  Galería Juan Gris in Madrid, dem Museo Centro de Arte Faro de Cabo Mayor, Santander, im Museo de Arte Contemporáneo de Lanzarote und im  Fonds National d’Art Contemporain in Paris.

## Familie
Valls heiratete 1958 die 17 Jahre jüngere Schweizerin Luisangela Galfetti (* 1940). Das Ehepaar bekam zwei Kinder: Manuel Valls (* 1962) und Giovanna Valls (* 1963).
Sein Sohn wurde am 16. Mai 2012 zum französischen Innenminister und am 31. März 2014 zum Premierminister ernannt.

## Auszeichnungen
- 1979 Ritter des Ordre des Arts et des Lettres
- 1980 Kritikerpreis Prix Drouant de París

## Schriften
- La meva capsa de Pandora. 2003. Autobiografie.